# Frontløberne
Frontløberne er et kulturelt iværksættermiljø, hvor projektarrangører udvikler og gennemfører projekter og events i det aarhusianske kulturliv.
På Frontløberne kan man få en gratis projektplads, hvis man er nystartet projektmager eller iværksætter. Desuden driver Aarhus Produktionsskole et projektværksted F16 for helt unge, hvor forløbet foregår dagligt ved frontløberne. 
Frontløberne deltager i aarhusianske by-events som Kulturnatten og Festugen og udvikler desuden egne produktioner fra bunden.
Frontløberne er organiseret som en selvstændig forening og finansieres primært af Aarhus Kommunes Kulturforvaltning med ca. 1 million om året (2011). Foreningen blev stiftet officielt den 22. april 1989 af drivkræfterne Uffe Elbæk og Thomas Heide m.fl. Foreningen udsprang af et aktivt ungdomsmiljø, der siden starten af 80'erne havde arrangeret talrige kulturprojekter som De Flyvende Pisbønner, Den Rullende Rottefestival, Next Stop Sovjet, Billedspor m.fl.

## Eksterne kilder og henvisninger
- frontloberne.dk Arkiveret 10. september 2019 hos  Wayback Machine
- Opråb fra 80'erne - Frontløberne TV-dokumentar fra Danmarks Radio, 2009